# Tatsachenroman
Ein Tatsachenroman (auch Reportageroman) ist ein Roman, der „ein historisches Geschehen ganz oder teilweise mit fiktionalen Mitteln darstellt“. Dabei greift der Tatsachenroman „auf geschickte[s] Arrangement verbürgter Details“ zurück, die in eine fiktionale Handlung eingegliedert werden.

## Merkmale
Dem Tatsachenroman liegt der Anspruch zugrunde, ohne fiktionale Ausschmückung „eine ästhetisch befriedigende Erzählung“ zu verfassen. Dies hat zur Folge, dass einerseits keiner der beschriebenen Inhalte unbelegt ist, andererseits aber die verwendeten Informationsquellen meist ausgeblendet werden. Die Leserschaft wird daher oft mit dem Versprechen größtmöglicher Faktentreue konfrontiert, ohne diese mit geringem Aufwand nachprüfen zu können. Dennoch entsteht die Illusion eines wahren Berichts, der von literarischen Strömungen innerhalb einer Epoche oder eines geografischen Raumes unabhängig ist.
Charakteristisch für den Tatsachenroman ist im Gegensatz zum Dokumentarroman die „emotionale Überhöhung und Mythisierung“ des Geschehens, sodass teilweise „die vermeintlich dargestellte Wirklichkeit […] auf die standardisierten Klischees […] zusammenschrumpft“. Inhaltlich bedient der Tatsachenroman jedoch ein weites Spektrum, da als einzige Bedingung ein reales historisches Ereignis vorausgesetzt wird. Dieses ist meist ein gesellschaftlicher Skandal, ein Kriminalfall oder ein Ausschnitt aus der Wissenschaftsgeschichte, wie in Götter, Gräber und Gelehrte (1949) von C. W. Ceram.

## Vertreter
Bekannte Tatsachenromanen sind:
- Upton Sinclair: Boston (1928)
- Carl Haensel: Der Kampf ums Matterhorn (1929)
- Frank Thiess: Tsushima – Der Roman eines Seekrieges (1936)
- Truman Capote: Kaltblütig (1966)
- Hunter S. Thompson: Hell’s Angels (1966)
- Vassilis Vassilikos: Z (1966)
- Norman Mailer: The Armies of the Night (1968)
- Tom Wolfe: The Electric Kool-Aid Acid Test (1968)
- Norman Mailer: Of a Fire on the Moon (1969)
- Lothar-Günther Buchheim: Das Boot (1973)
- Bernt Engelmann: Großes Bundesverdienstkreuz (1974)
- Thomas Keneally: Schindlers Liste (1982)
- Jonathan Littell: Die Wohlgesinnten (2006)
- Mario Vargas Llosa: Harte Jahre (2019)